# 山口圭二
山口 圭二（やまぐち けいじ）は、日本の3DCGクリエイター。ILMに所属する。クリーチャー・デベロッパー。愛媛県出身。

## 略歴
東京造形大学で油絵や絵画を学び、卒業後は1980年代初頭から活動していたCGプロダクションのひとつ、トーヨーリンクスでCG制作を開始する。
30歳のとき、『ジュラシック・パーク』の有機的なCG表現に感銘を受け、35歳で渡米してデジタル・ドメインへ参加。以降ハリウッド映画のCG制作に携わる。
2001年、ILMに移籍。

## 人物
- CG制作のメインツールとしてMayaを使用しており、プラグインや自社製のソフトが沢山入っていて機能が拡張されている。友人に頼まれた際に通常のMayaで制作しようとしたが時間がかかり過ぎて出来なかったことがある。
- 一番影響を受けたものに「ウルトラQ」、「ウルトラマン」、一番好きな映画に「ダークナイト」を挙げている。
- イラストレーター・漫画家のカナヘイは姪にあたる[2]。

## 参加作品
- タイタニック（1997年）
- X-メン（2000年）
- スター・ウォーズ エピソード2/クローンの攻撃（2002年）
- ヴァン・ヘルシング（2004年）
- 宇宙戦争（2005年）
- ナルニア国物語/第1章: ライオンと魔女（2005年）
- M:i:III（2006年）
- パイレーツ・オブ・カリビアン/デッドマンズ・チェスト（2006年）
- レディ・イン・ザ・ウォーター（2006年）
- トランスフォーマー（2007年）[3][4]
- ラッシュアワー3（2007年）
- 大いなる陰謀（2007年）
- アイアンマン（2008年）
- トランスフォーマー/リベンジ（2009年）
- トランスフォーマー/ダークサイド・ムーン（2011年）[5]
- ランゴ（2011年）
- アベンジャーズ（2012年）
- パシフィック・リム（2013年）
- トランスフォーマー/ロストエイジ（2014年）
- ジュラシック・ワールド（2015年）
- レヴェナント: 蘇えりし者（2015年）
- ミュータント・ニンジャ・タートルズ : 影<シャドウズ>（2016年）
- ヴァイラル（2016年）
- ドクター・ストレンジ（2016年）
- キングコング:髑髏島の巨神（2017年）
- トランスフォーマー/最後の騎士王（2017年）
- バンブルビー（2018年）
- アベンジャーズ/エンドゲーム（2019年）